# Geleira Nimitz

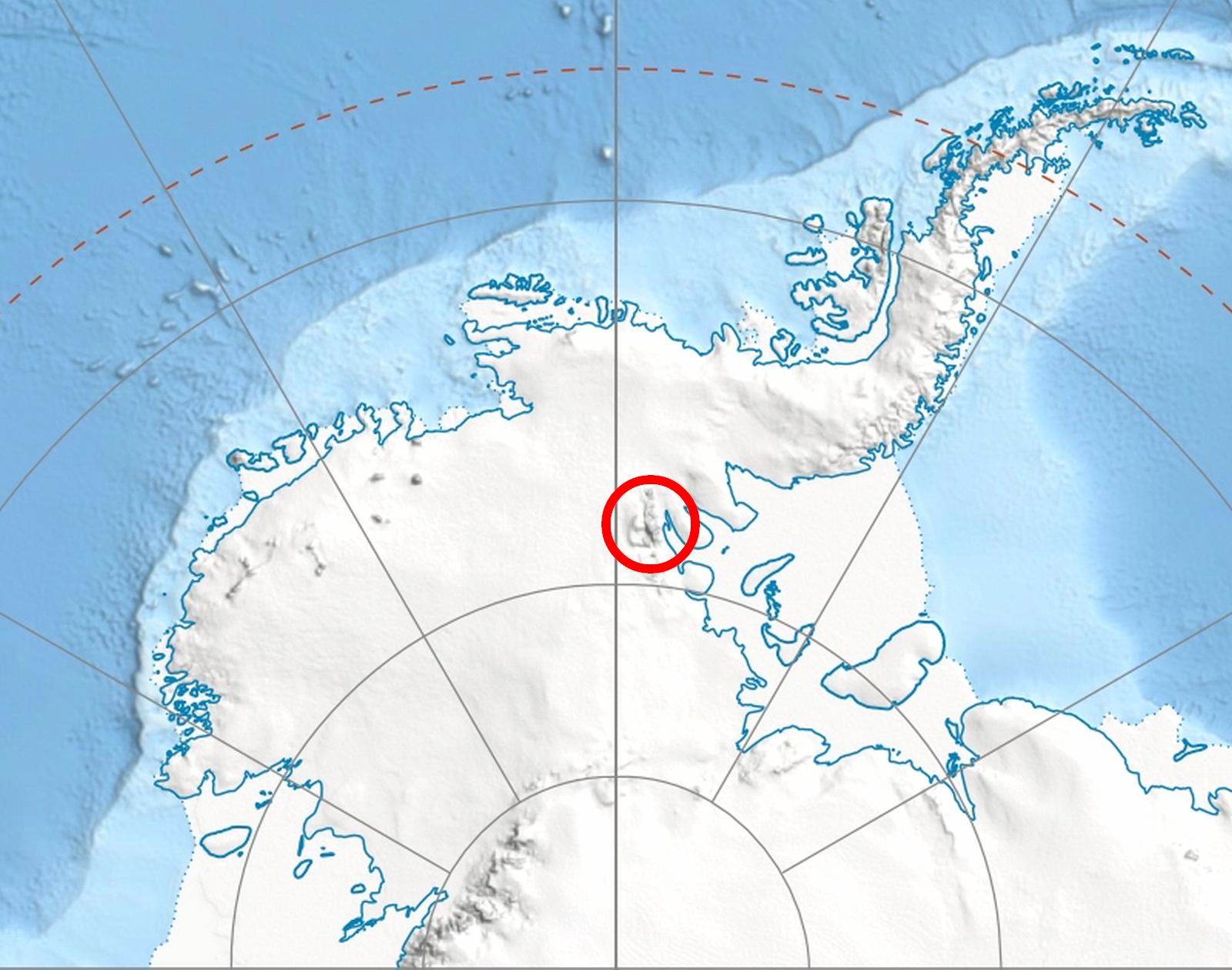
Localização da cordilheira Sentinela na Antártica Ocidental

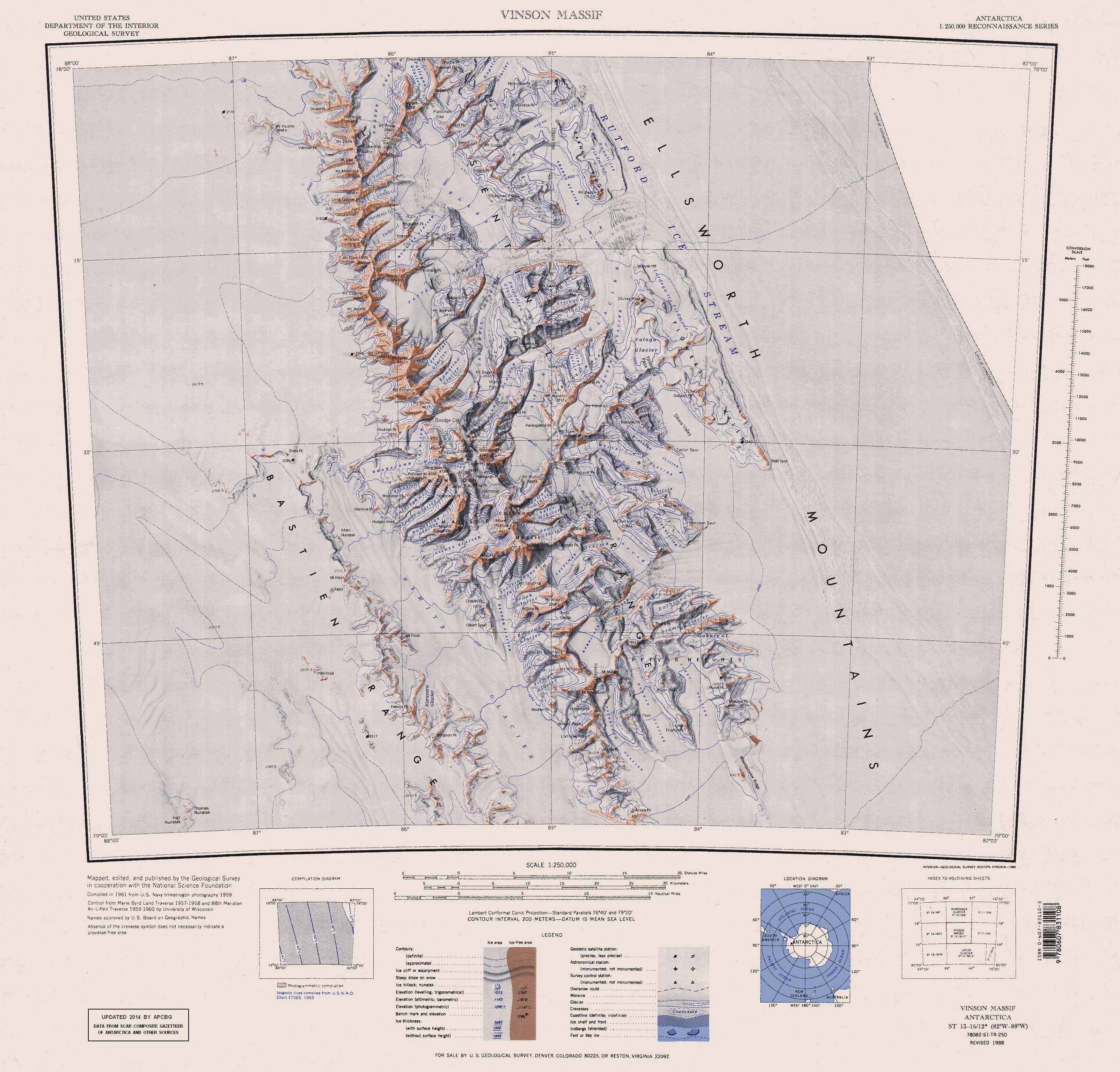
Mapa da cordilheira Sentinela

A geleira Nimitz é uma geleira/glaciar na Antártida, com 64 km de comprimento e 8 km de largura, escoando a área de cerca de 16 km a oeste do maciço Vinson e fluindo a sudeste entre a cordilheira Sentinela e a cordilheira Bastien para entrar na geleira Minnesota, no centro das montanhas Ellsworth.
Descoberta pelo esquadrão da Marinha dos Estados Unidos VX-6 em voos fotográficos de 14-15 de dezembro de 1959, foi mapeada pelo Serviço Geológico dos Estados Unidos a partir destas fotos. Foi designada pelo US-ACAN com o nome do almirante de frota Chester Nimitz, da Marinha dos Estados Unidos, que como chefe de operações navais na época da Operação Highjump, 1947-1948, tornou possível esta expedição antártica complexa e ampla sem precedentes.